# Richard Brooke Garnett
Pour les articles homonymes, voir Garnett.
Richard Brooke Garnett (21 novembre 1817 - 3 juillet 1863) est un officier de carrière de l'armée des États-Unis et un général confédéré de la guerre de Sécession. Il est traduit en cour martiale par Stonewall Jackson pour ses actions pour son commandement de la Stonewall Brigade lors de la première bataille de Kernstown, et est tué au cours de la charge de Pickett lors de la bataille de Gettysburg.

## Avant la guerre
Garnett naît dans la propriété de « Rose Hill » dans le comté d'Essex, en Virginie, fils de William Henry Garnett et d'Anna Maria Brooke, les deux étant principalement d'ascendance britannique. Il a un frère jumeau, William, qui meurt dans le comté de Norfolk, en 1855. Il est le cousin de Robert M. T. Hunter et de Robert Selden Garnett, également général confédéré, qui détient le triste honneur d'être le premier officier général tué pendant la guerre de Sécession. Les deux Garnetts sont diplômés de l'académie militaire de West Point en 1841, avec Richard sortant 29e sur 52 cadets, deux rangs en dessous de Robert,. Garnett est nommé second lieutenant dans le 6th U.S. Infantry et il sert dans divers postes en Floride, combattant les Séminoles, et ensuite dans l'Ouest, où il commande le fort Laramie, participe à l'expédition de l'Utah, et est considéré comme un combattant Indien.
Au cours de la guerre américano-mexicaine, il sert dans des postes d'état-major à la Nouvelle-Orléans, et est promu premier lieutenant le 16 février 1847. Il apprend le déclenchement de la guerre de Sécession, tout en servant en Californie en tant que capitaine, le grade auquel il a été promu, le 9 mai 1855. Malgré son opinion personnelle selon laquelle l'Union ne doit pas être dissoute, il retourne en Virginie, se battre pour son état natal et la Confédération.

## Guerre de Sécession
Garnett démissionne de sa commission de l'armée américaine, le 17 mai 1861, et entre dans l'armée des États confédérés. Sa première affectation en Virginie est en tant que commandant de l'artillerie en mai, puis en tant que lieutenant-colonel de la légion de Géorgie de Cobb, le 31 août. Il est promu brigadier général le 14 novembre 1861, et commande la première brigade du district de la Vallée de l'armée confédérée du Potomac, qui est la brigade formée à l'origine par Thomas J. « Stonewall » Jackson, la brigade de Stonewall ; Jackson est maintenant au commandement de l'ensemble dans la vallée de la Shenandoah.
Au cours de campagne de la vallée de Jackson de 1862, la carrière militaire de Garnett prend une pente descendante lors de la première bataille de Kernstown en mars. Jackson met en marche son armée sur 64 kilomètres (40 miles) pour intercepter une partie de l'armée de l'Union commandée par le major général Nathaniel P. Banks. Le 23 mars, la commandant de la cavalerie de Jackson, le colonel Turner Ashby, apporte de mauvais renseignements indiquant la division de l'Union du brigadier général James Shields a quatre régiments à l'arrière à l'extérieur de Winchester, en Virginie. Comme cette force est de taille comparable à celle de Jackson, il ordonne à Garnett et à la brigade de Stonewall d'attaquer. Malheureusement, Shields a une division d'infanterie entière à portée, près de 9 000 hommes, deux fois la taille de la force de Jackson. L'attaque se passe mal et Garnett, retrouvant sa brigade en manque de munitions et encerclée par des forces attaquant des trois côtés, ordonne un repli. Jackson est furieux et accuse Garnett de désobéissance aux ordres, ce qui signifie qu'il ne devait pas avoir reculé sans avoir obtenu l'autorisation préalable de Jackson. Jackson, bien connu pour être un « disciplinaire strict », arrête Garnett pour « manquement au devoir » le 1er avril et le relève de son commandement. La cour martiale de Garnett commence en août 1862, avec les seuls témoignages de Jackson et de son aide de camp. Cependant, le procès est suspendu en raison du commencement de la campagne de Virginie Septentrionale du Général Robert E. Lee et de la seconde bataille de Bull Run en septembre.
Lee ordonne à Jackson de libérer Garnett et il l'affecte au commandement de la brigade amoindrie de George Pickett du premier corps du lieutenant général James Longstreet de l'armée de Virginie du Nord. Garnett prend alors la relève du colonel Eppa Hunton, colonel du 8th Virginia Infantry, qui commandait temporairement la brigade à la suite de la blessure de Pickett lors de la bataille de Gaines's Mill(p477). Garnett commande la brigade de façon crédible lors de la bataille d'Antietam en septembre, après quoi il assure le commandement permanent de la brigade le 26 novembre lorsque Pickett est promu au commandement divisionnaire, et à la bataille de Fredericksburg ce mois de décembre. Il ne participe pas à la bataille de Chancellorsville, en mai 1863, parce que le corps de Longstreet est affecté à des fonctions à Suffolk, Virginie.
Stonewall Jackson est gravement blessé à Chancellorsville et meurt peu de temps après d'une pneumonie. À la suite de la mort de Jackson, Garnett retourne à Richmond, où le corps du général est exposé. En dépit de son désaccord avec Jackson, Garnett met de côté sa rancœur contre lui et sert en tant que porteur du cercueil avec Longstreet, Richard S. Ewell, et d'autres, lors de ses funérailles.

### Gettysburg et mort

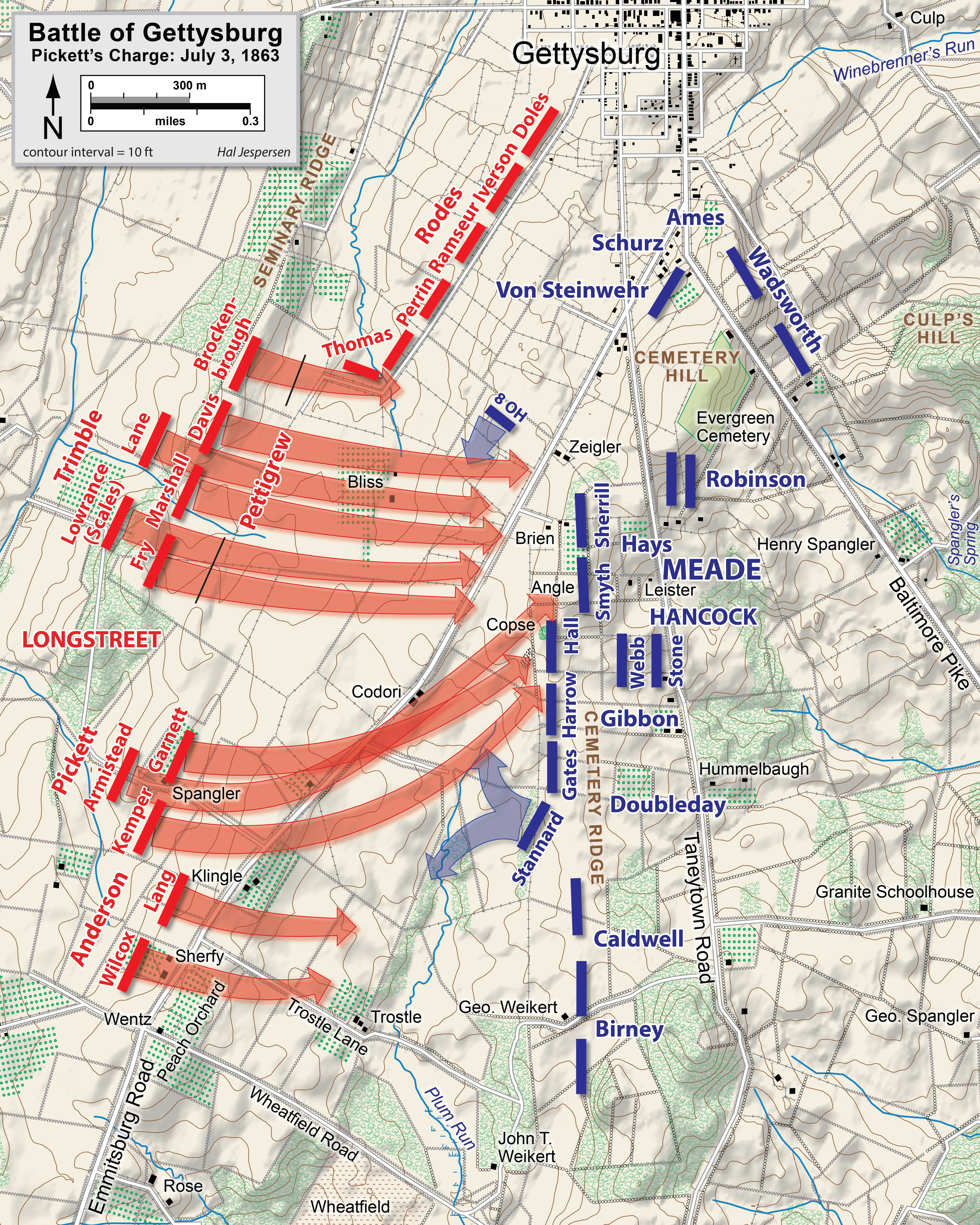
Carte de la charge de Pickett, le 3 juillet 1863.

Au cours de la campagne de Gettysburg, la brigade de Garnett reste dans la division de George Pickett et, en raison de l'ordre de marche, n'atteint le champ de bataille de Chambersburg, en Pennsylvanie, qu'à la fin de l'après-midi du 2 juillet 1863, manquant les deux premiers jours de la bataille de Gettysburg. La division de Pickett se voit attribuer par le général Lee la conduite d'un grand assaut sur le centre de l'Union sur Cemetery Ridge, le 3 juillet. La brigade de Garnett est au premier rang de la division de Pickett, sur la gauche, à côté de la brigade du brigadier général James L. Kemper. Garnett n'est pas en état de mener une charge d'infanterie de charge ; il souffre de la fièvre et est blessé à la jambe à la suite d'un coup de sabot de son cheval et ne peut pas marcher. Mais, Garnett aspire à clore le dossier de son déshonneur militaire de Kernstown, ce que la cour martiale abandonnée ne peut faire. Malgré les protestations des autres officiers, Garnett insiste pour mener ses soldats à la bataille à cheval, devenant une cible bien visible pour les fusiliers de l'Union.
Avant de commencer à charger les défenses de l'Union sur Cimetery Hill, Garnett converse avec le brigadier général Lewis Armistead, un autre commandant de brigade de Pickett, à propos de la charge proposée. Garnett aurait déclaré : « C'est une chose désespérée de la tenter », ce à quoi Armistead aurait ajouté sa prédiction que « le massacre sera terrible ».
Garnett parvient à moins de 20 mètres de l'« Angle » sur Cemetery Ridge, avant d'être tué, d'une balle en lui frappant la tête alors qu'il agite son chapeau pour exhorter ses hommes à avancer,. Son coursier, le soldat Robert H. Irvine du 19th Virginia, est témoin de sa mort. Le cheval d'Irvine est touché et tombe sur Garnett, de sorte que le soldat tire le corps de Garnett de dessous de l'animal et récupère la montre du général qu'il donne à l'adjudant de la brigade. Il y a des récits contradictoires quant à savoir si le cheval de Garnett, un hongre baie nommé Red Eye, retourne vers les lignes confédérées. Bien que Garnett soit vêtu d'un nouvel uniforme, son corps n'a jamais été identifié et a été enterré par les soldats de l'Union dans une fosse commune. Robert K. Krick suppose que ses restes ont été plus tard transférés dans le cimetière d'Hollywood à Richmond. Garnett, Armistead, et Kemper sont trois des 17 officiers généraux tombés au cours des trois jours de bataille.

## Mémoire
En 1872, les restes des morts confédérés sont amenés de Gettysburg et ré-inhumés dans le cimetière d'Hollywood à Richmond, en Virginie. L'association mémorielle d'Hollywood a érigé un monument en l'honneur de Garnett en 1991, faisant l'hypothèse que ses restes sont dans ce groupe. Des années après la guerre, l'épée de Garnett est retrouvée chez un prêteur sur gages de Baltimore et est acheté par l'ancien brigadier général confédéré George H. Steuart, qui meurt avant de pouvoir la retourner à la famille de Garnett. Elle est ensuite renvoyée par le neveu de Steuart.

## Dans les médias populaires
Garnett est incarné par l'acteur américain Andrew Prine en 1993, dans le film Gettysburg, tiré du roman de Michael Shaara, The Killer Angels. Dans le film, Garnett est tué par un coup de canon et son cheval retourne vers les lignes sudistes sans cavalier, peut-être pour refléter le fait que son corps ne fut jamais retrouvé. Il a repris ce rôle en 2003 dans le film la préquelle de Gods and Generals, bien que non crédité et sans aucun dialogue.

## Photographie contestée

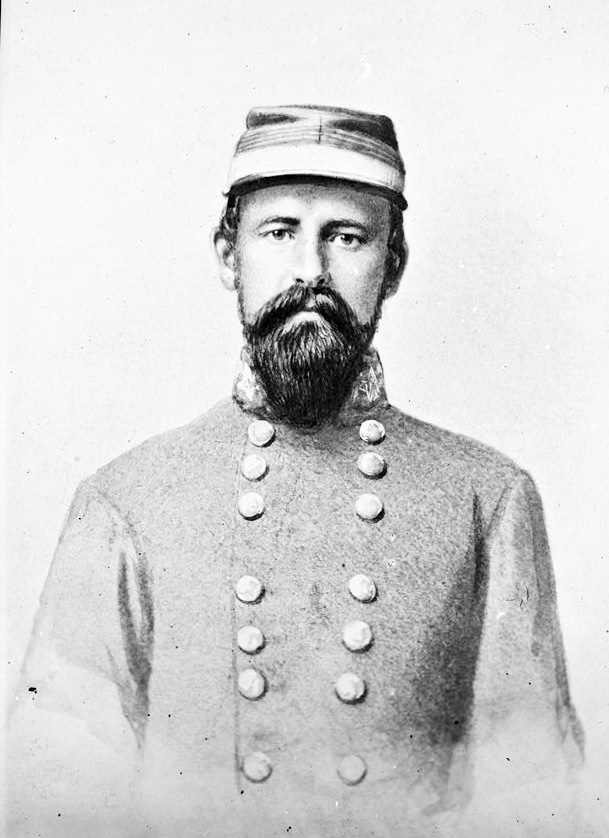
De la bibliothèque du Congrès de photographie intitulée « Franklin Gardner, CSA, Né N. Y. C. », qui peut effectivement être Richard B. Garnett

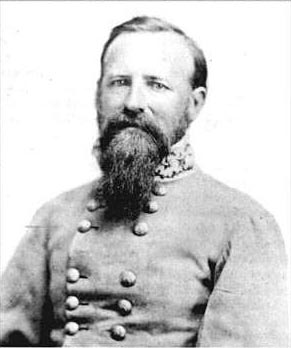
Photo de Franklin Gardner.

La photographie de Richard Garnett dans cet article est l'une des deux seules connues et en fait, est peut-être celle de son cousin Robert S. Garnett. Une lettre à l'éditeur du magazine America's Civil War affirme que la Bibliothèque du Congrès possède une photographie de Richard B. Garnett qui est mal étiquetée en tant que « Franklin Gardner, CSA, Né N. Y. C. ».